# 징포족
징포족(중국어: 景颇族 Jǐngpō zú[*], 중국조선어: 경파족, 징퍼족 중국 윈난성과 미얀마 카친 주에 주로 사는 소수민족 중의 하나이다. 중화인민공화국에서 공인한 56개의 소수민족 중 하나로, 2010년 기준으로 중국에 147,828명 살고 있고, 인도에는 7,958명이 살고 있다.
좁은 의미에서 징포족은 카친족(영어: Kachin)이라는 더 넓은 분류의 일부 집단만을 가리키는데, 징포족이 그 중 최대집단이기 때문에 명칭은 자주 혼용되며, "징포족"이라는 이름으로 어느 범위까지 포함하여 가리키는지는 용례에 따라 다르다. 예컨대 카친족은 하위 집단을 가리지 않고 스스로를 "징포"라고 부르는 경우가 많으며, 미얀마 정부에서 공인한 135개 민족분류에서는 징포어를 모어로 사용하는 집단만을 가리키고, 중국 정부에서 공인하는 민족분류에서는 북부 버마어군의 언어를 사용하는 짜이와(Zaiwa, 载瓦)족까지 포함한다.

## 역사
조상은 티베트 평원에 살았으며, 점차 남쪽으로 이주해 오기 시작했다. 현재의 윈난 지방에 도착하면서 쑨찬이라는 이름을 받았다. 챵족과도 관련이 있을 가능성이 높다.
15~16세기에 이르러 현재의 영토에 도달하였다. 그들은 수세기 동안 여러 이름으로 불렸는데, 에창, 제씨, 예렌 등이며, 예렌은 원나라 때부터 1949년 중화인민공화국이 성립될 때까지 사용되었다.

## 같이 보기
- 미얀마의 민족
- 중국의 민족